# Crimson Editor
Crimson Editor est un éditeur de texte gratuit créé par M. Ingyu Kang et fonctionnant sous Microsoft Windows. Il permet d'éditer du code source de différents langages de programmation, du HTML ou d'autres formats de fichiers texte en utilisant une coloration syntaxique paramétrable. Il permet d'éditer des fichiers encodés en Unicode et de faire des éditions directement en FTP.
Il permet de faire des macros comme on peut les voir dans Microsoft Office. Il possède une calculatrice en ligne de commande qui permet des opérations sur les nombres et les dates; elle s'utilise comme permet l'éditeur de texte nedit d'exécuter une commande shell.

## Histoire des versions
- Version 2.21 (12 juillet 1999) - corrige plusieurs bogues et ajoute quelques fonctionnalités
- Version 2.30 (5 août 1999) - interface utilisateur améliorée
- Version 3.00 (20 avril 2001) - mise à jour majeure, tous les sous-programmes ont été vérifiés et mis à jour
- Version 3.02 (26 avril 2001) - correction de bogues
- Version 3.10 (7 mai 2001) - ajout de fonctionnalités absentes
- Version 3.20 (25 juin 2001) - beaucoup de petits changements
- Version 3.21 (26 juin 2001) - mise à jour critique
- Version 3.25 (30 août 2001) - correction de bogues et petites modifications
- Version 3.31 (25 octobre 2001) - beaucoup de changement
- Version 3.32 (31 octobre 2001) - mise à jour critique
- Version 3.40 (25 décembre 2001) - dispositifs optimisés
- Version 3.45 R2 (26 août 2002) - mise à jour des fonctions de recherche et de remplacement
- Version 3.50 Release (3 juin 2003) - mode d'édition en colonnes
- Version 3.51 Release (11 juin 2003) - correction de bogues
- Version 3.60 Release (9 février 2004) - interface de gestion de projets
- Version 3.70 Release (22 septembre 2004) - encodage Unicode, écran divisé
- Version 3.70 Release (7 janvier 2007) - Publication du code source. Cedt est maintenant open source.
- Version 3.72 Bêta (12 juillet 2007) - encodage Unicode sans BOM, « application portable », correction de bogues